# Championnats d'Afrique de gymnastique artistique 2022
Navigation
Édition précédente Édition suivante
Les championnats d'Afrique de gymnastique artistique 2022 sont la 16e édition des championnats d'Afrique de gymnastique artistique. Ils se déroulent du 8 au 11 juillet 2022 au Caire, en Égypte.
Les athlètes masculins (GAM) ont six appareils : anneaux, arçons, barre fixe, barres parallèles, saut et sol. Les athlètes féminines (GAF) ont quatre appareils : barres asymétrique, poutre, saut et sol.
Les championnats comprennent des épreuves seniors et juniors.
L'Égypte domine les compétitions seniors (11 titres, 21 médailles) et juniors (12 titres, 21 médailles).

## Championnats seniors

### Podiums
| Épreuves                    | Or                                                                                      | Argent                                                                                     | Bronze                                                                    |
| --------------------------- | --------------------------------------------------------------------------------------- | ------------------------------------------------------------------------------------------ | ------------------------------------------------------------------------- |
| Hommes                      |                                                                                         |                                                                                            |                                                                           |
| Concours par équipes        | Égypte Abdelrahman Abdelhaleem Ahmed Abdelrahman Mohamed Afify Zaid Khater Omar Mohamed | Algérie Bilal Bellaoui Mohamed Bourguieg Djaber Hmida Hillal Metidji Mohamed Yousfi        | Afrique du Sud Luke James Ruan Lange Muhammad-Khaalid Mia                 |
| Concours général individuel | Mohamed Afify                                                                           | Omar Mohamed                                                                               | Hillal Metidji                                                            |
| Anneaux                     | Omar Mohamed                                                                            | Mohamed Afify                                                                              | Hillal Metidji                                                            |
| Barre fixe                  | Mohamed Afify                                                                           | Hillal Metidji                                                                             | Djaber Hmida                                                              |
| Barres parallèles           | Omar Mohamed                                                                            | Hillal Metidji                                                                             | Mohamed Afify                                                             |
| Cheval d'arçons             | Abderrazak Nasser                                                                       | Abdelrahman Abdelhaleem                                                                    | Zakariae Setti                                                            |
| Saut de cheval              | Omar Mohamed                                                                            | Achraf Quistas                                                                             | Abderrazak Nasser                                                         |
| Sol                         | Omar Mohamed                                                                            | Luke James                                                                                 | Muhammad-Khaalid Mia                                                      |
| Femmes                      |                                                                                         |                                                                                            |                                                                           |
| Concours par équipes        | Égypte Jana Abdelsalam Jana Aboelhasan Zeina Ibrahim Jana Mahmoud Nancy Taman           | Afrique du Sud Naveen Daries Shante Koti Garcelle Napier Mammule Rankoe Caitlin Rooskrantz | Algérie Fatma Boukhatem Sihem Hamidi Sofia Nair Lahna Salem Chama Temmami |
| Concours général individuel | Caitlin Rooskrantz                                                                      | Jana Aboelhasan                                                                            | Jana Abdelsalam                                                           |
| Barres asymétriques         | Caitlin Rooskrantz                                                                      | Zeina Ibrahim                                                                              | Naveen Daries                                                             |
| Poutre                      | Zeina Ibrahim                                                                           | Jana Aboelhasan                                                                            | Caitlin Rooskrantz                                                        |
| Saut de cheval              | Jana Mahmoud                                                                            | Nancy Taman                                                                                | Naveen Daries                                                             |
| Sol                         | Jana Mahmoud                                                                            | Jana Aboelhasan                                                                            | Garcelle Napier                                                           |

### Tableau des médailles
| Rang | Nation         | Or | Argent | Bronze | Total |
| ---- | -------------- | -- | ------ | ------ | ----- |
| 1    | Égypte         | 11 | 8      | 2      | 21    |
| 2    | Afrique du Sud | 2  | 2      | 6      | 10    |
| 3    | Maroc          | 1  | 1      | 2      | 4     |
| 4    | Algérie        | 0  | 3      | 4      | 7     |
|      | Total          | 14 | 14     | 14     | 42    |

## Championnats juniors

### Podiums
| Épreuves                    | Or                                                                               | Argent                                                                                 | Bronze                                                                              |
| --------------------------- | -------------------------------------------------------------------------------- | -------------------------------------------------------------------------------------- | ----------------------------------------------------------------------------------- |
| Hommes                      |                                                                                  |                                                                                        |                                                                                     |
| Concours par équipes        | Égypte Abdullah Abdelhalim Mostafa Ahmed Mohamed Attia Aser Elkeky Yahia Zakaria | Algérie Lokmane Aissa Riadh Aliouat Othmane Bayou Mohamed Seghier Youcef Semmani       | Afrique du Sud Kadin Chester Keegan Klopper Daniel McLean Burhaan Mia Sibusiso Zulu |
| Concours général individuel | Mosatafa Ahmed                                                                   | Riadh Aliouat                                                                          | Mohamed Hussam                                                                      |
| Anneaux                     | Mostafa Ahmed                                                                    | Mohamed Attia                                                                          | Youcef Semmani                                                                      |
| Barre fixe                  | Yahia Mohamed                                                                    | Ridah Aliouat                                                                          | Burhaan Mia                                                                         |
| Barres parallèles           | Mostafa Ahmed                                                                    | Mohamed Hossam                                                                         | Taha Kabouri                                                                        |
| Cheval d'arçons             | Mostafa Ahmed                                                                    | Abdullah Abdelhaleem                                                                   | Mohamed Seghier                                                                     |
| Saut de cheval              | Yahia Mohamed                                                                    | Aser Elkeky                                                                            | Mohamed Seghier                                                                     |
| Sol                         | Lokmane Aissa                                                                    | Ridah Aliouat                                                                          | Aser Elkeky                                                                         |
| Femmes                      |                                                                                  |                                                                                        |                                                                                     |
| Concours par équipes        | Égypte Judy Abdullah Sirine Abouelhoda Lena El Ngar Hla El Shaer Habiba Shafie   | Afrique du Sud Caleigh Anders Sarah Armstrong Farrah Brett Tatum Daniels Karma Visagie | Maroc Chorouk Elannabi Ines Laabourri Rihab Sobti                                   |
| Concours général individuel | Judy Abdullah                                                                    | Carleigh Anders                                                                        | Karma Visagie                                                                       |
| Barres asymétriques         | Judy Abdullah                                                                    | Karma Visagie                                                                          | Carleigh Anders                                                                     |
| Poutre                      | Carleigh Anders                                                                  | Judy Abdullah                                                                          | Hla Elshaer                                                                         |
| Saut de cheval              | Judy Abdullah                                                                    | Farrah Brett                                                                           | Karma Visagie                                                                       |
| Sol                         | Sirine Abouelhoda                                                                | Judy Abdullah                                                                          | Carleigh Anders                                                                     |

### Tableau des médailles
| Rang | Nation         | Or | Argent | Bronze | Total |
| ---- | -------------- | -- | ------ | ------ | ----- |
| 1    | Égypte         | 12 | 6      | 3      | 21    |
| 2    | Afrique du Sud | 1  | 4      | 6      | 11    |
| 3    | Algérie        | 1  | 4      | 3      | 8     |
| 4    | Maroc          | 0  | 0      | 2      | 2     |
|      | Total          | 14 | 14     | 14     | 42    |